# Opera Helikon
Opera Helikon (ros. Геликон-Опера, w Moskwie założona w 1990 przez Dymitra Bertmana. W odróżnieniu od monumentalnych spektakli innych teatrów, Helikon od samego początku kładł nacisk na nowe, innowacyjne podejście do powszechnie znanej klasyki oraz na odbudowę zapomnianych, a także nigdy niewystawianych  w Rosji, nieznanych, ignorowanych przez reżim sowiecki arcydzieł operowych. 